# Cryptasterias brachiata
Cryptasterias brachiata är en sjöstjärneart som beskrevs av Jean Baptiste François René Koehler 1923. Cryptasterias brachiata ingår i släktet Cryptasterias och familjen trollsjöstjärnor. Inga underarter finns listade i Catalogue of Life.